# Wiesław Pawłucki
Wiesław Pawłucki (ur. 1 marca 1955 w Przemyślu) – polski matematyk, profesor nauk matematycznych, profesor zwyczajny Uniwersytetu Jagiellońskiego, członek korespondent Polskiej Akademii Umiejętności.

## Życiorys
Ukończył I Liceum Ogólnokształcące im. Mikołaja Kopernika w Jarosławiu. W 1974 podjął studia na Wydziale Matematyki i Fizyki Uniwersytetu Jagiellońskiego, uzyskując w 1979 magisterium. Po studiach rozpoczął pracę na Uniwersytecie Jagiellońskim, przechodząc tam wszystkie stopnie kariery akademickiej. Doktorat prowadzony przez profesora Stanisława Łojasiewicza obronił w 1984, a w 1988 uzyskał habilitację. W 1996 otrzymał tytuł profesora nauk matematycznych.
W 2002 został kierownikiem Katedry Funkcji Rzeczywistych (obecnie Katedra Teorii Osobliwości)  w Instytucie Matematyki UJ.
Obszar jego zainteresowań naukowych stanowią geometria semi- i subanalityczna oraz teoria osobliwości. Swoje prace publikował m.in. w „Studia Mathematica”, „Duke Mathematical Journal" i „Mathematische Annalen" oraz najbardziej prestiżowych czasopismach matematycznych świata: „Annals of Mathematics” i „Inventiones Mathematicae".
Odznaczony Krzyżem Kawalerskim Orderu Odrodzenia Polski (1997).

## Książki
- Wiesław Pawłucki, Points de Nash des ensembles sous-analytiques, Memoirs of the American Mathematical Society, Providence Rhode Island 1990 ISBN 0-821802430-9